# 中国日报

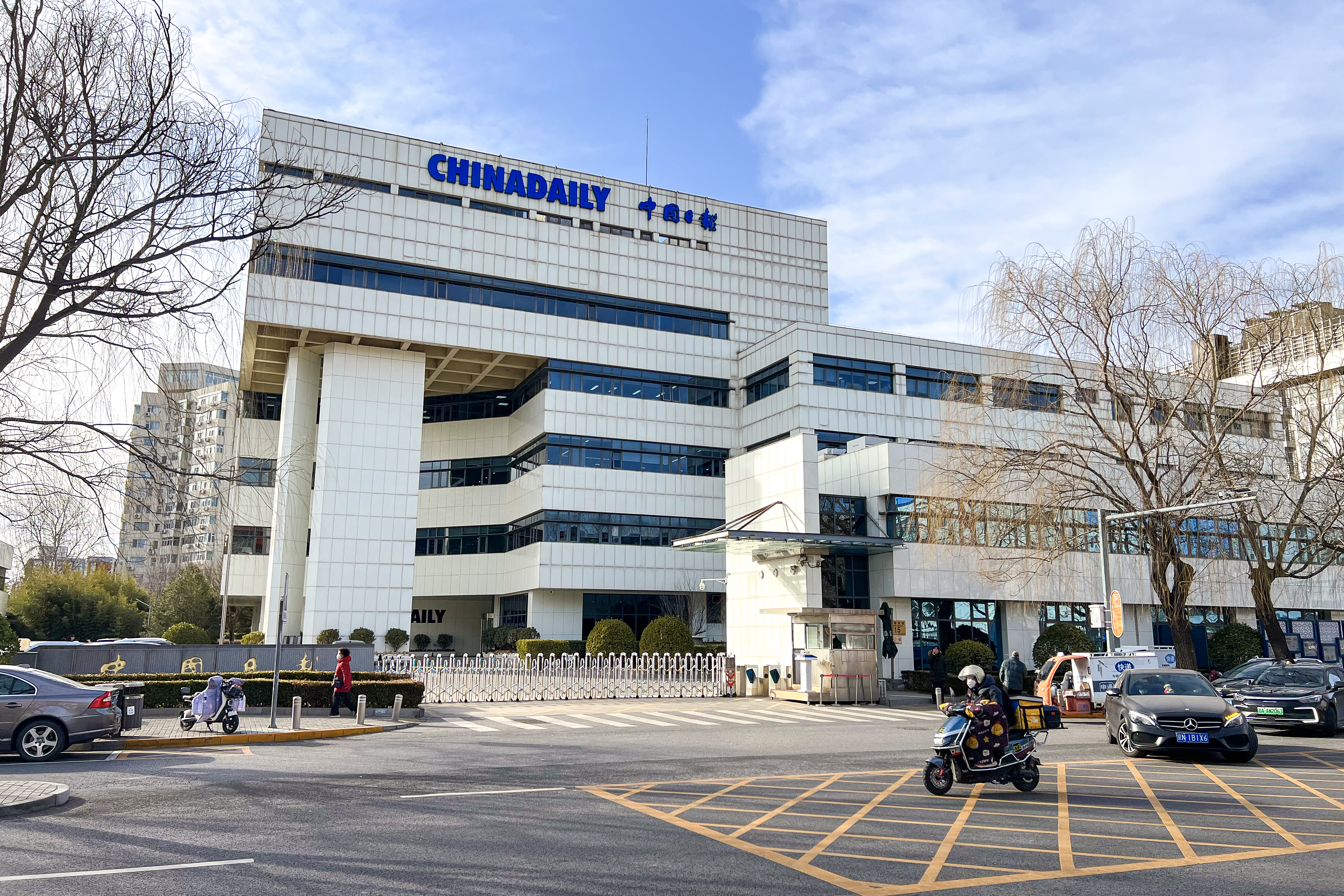
中国日报位于北京的总部

《中国日报》（英語：China Daily），是由中共中央宣传部主办、国务院新闻办公室代管的一份全国性报纸，是中国唯一的国家级英文日报。中国日报社为中共中央直属、中共中央宣传部代管的副部级事业单位，社长、总编辑为副部级，注册资本为5,000万元人民币。

## 历史
《中国日报》创办于1981年6月1日，它的办报宗旨是“让世界了解中国，让中国走向世界”。《中国日报》总部设在北京朝阳区。1983年，《中国日报》在美国司法部进行了外国代理人登记。至2012年底，《中国日报》在海外共有40余个机构（含分社、记者站、公司、办事处、印点），其中包括三个境外区域性总部：纽约、伦敦、香港。《中国日报》是中国大陆在亚洲新闻联盟中的惟一代表。

## 旗下媒体
中国日报的旗下媒体主要包括：

### 纸质媒体
中国日报传媒集团的纸质出版物主要包括：

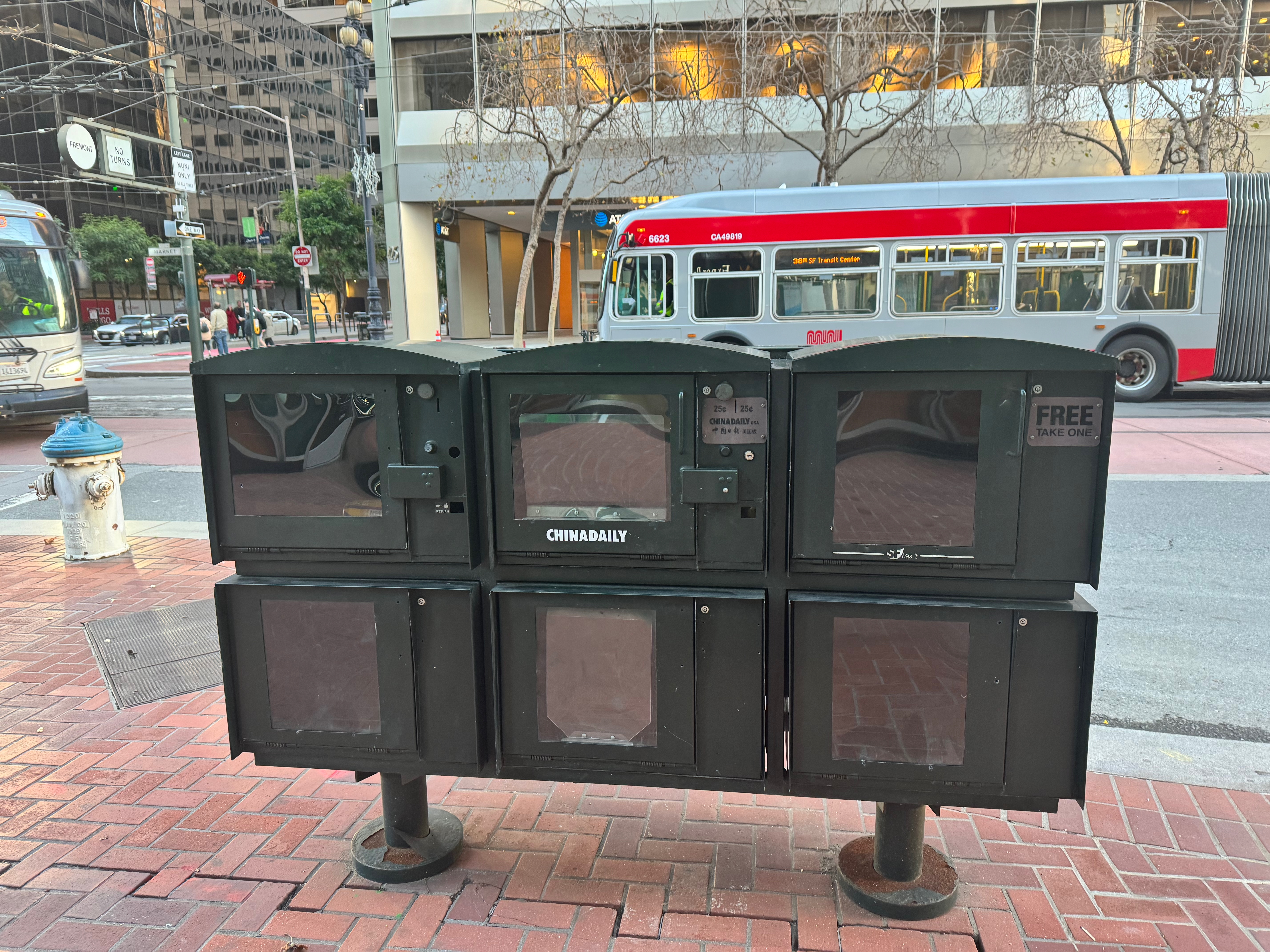
旧金山街头《中国日报》免费分发箱

- 《中国日报》：创刊于1981年，周一至周六发行，周一至周五每天24版，周末16版，仅在中国大陆发行。
- 《中国日报香港版》：创刊于1997年，周一至周四每天24版，周五32版，周末每天16版，发行至港、澳、台地区及部分东南亚国家。
- 《中国日报美国版》：创刊于2009年，周一至周四每天16版，周末40版，发行至美国政府机构、高端智库、重点大学、主要金融机构、跨国公司和包括联合国在内的众多国际组织。
- 《中国日报欧洲版》：创刊于2010年，周刊，每期32版，发行至英国、德国、法国、比利时、西班牙、荷兰、瑞士、葡萄牙、挪威、波兰约40个国家。
- 《中国日报亚洲版》：创刊于2010年，周刊，每期24版，主要发行至日本、韩国、印度尼西亚、印度、泰国、新加坡、马来西亚、阿联酋、澳大利亚等亚太国家。
- 《中国日报非洲版》：创刊于2012年，周刊，每期24版，覆盖肯尼亚、南非、尼日利亚、埃塞俄比亚、坦桑尼亚、加纳等非洲重要国家。
- 《中国国家形象专刊》：创刊于1992年，月刊，随《华盛顿邮报》《纽约时报》《国际先驱论坛报》《每日电讯报》《金融时报》等欧、美、亚主流报纸夹报发行。
- 21世纪英文报系：《21世纪英文报》创刊于1993年，是一份面向国内广大英语学习者的普及性英语周报，每周出版大、中、小学生版等共8个版本的报刊；主办21世纪网和21世纪英文报手机报，形成了“21世纪英语教育传媒”品牌。

### 网络媒体
中国日报新媒体包括：
- 中国日报网站（www.chinadaily.com.cn）：1995年创办，是中国大陆最早的国家级英文网站，现已成为国家级综合性媒体网站和中国最具影响力的英文门户网站，日均页面访问量超过4200万次。中国日报网站开设了30余个子网站和300余个频道，多渠道、全天候向全球传播权威中国资讯。
- 中国日报移动媒体：包括新闻客户端、手机彩信、手机电视、手机动漫、手机阅读、手机网站等产品群，形成完整的移动新媒体产品线。其中：
- 智能平台客户端：中国日报iOS及android客户端在全球已有约90万用户。中国日报还拥有适用于Windows Phone、BlackBerry、Symbian等移动平台的客户端，并进入亚马逊Kindle、索尼Reader等主流电子阅读器平台。中国日报双语听天下客户端于2010年在中国移动手机软件平台推出，针对在华外国人、国内高端读者、大中专学生等用户，提供原汁原味的双语精彩音频资讯。
- 中国日报双语手机报于2008年推出，是中国第一份中英文双语手机报，包括中国移动、中国电信、中国联通等多个版本。
- 中国日报电邮报于2007年推出，每天直发50多个国家和地区。

## 网络版
1994年5月中国日报电子版诞生，1995年12月中国日报网络版诞生，成为中国第一家上网的全国性报纸。1997年中国日报网站被美国在线评为全球优秀新闻站点。2000年，中国日报网与中国互联网络新闻中心网、人民网、新华网、中国国际广播电台网被国务院确定为中央五大网站。

## 历任负责人
- 江牧岳（1981年-1984年7月），创始人，首任社长
- 朱灵（2004年10月—2017年2月）
- 周树春（2017年2月-2022年4月）
- 曲莹璞（2022年4月-）

## 其他

### 與其他媒體合作
中国日报曾在紐約時報、華盛頓郵報和華爾街日報等媒體上付費刊登新闻式广告，這些内容被冠名《中國觀察》。2020年，包括紐約時報在內的多家媒體決定終止與中國日報的合作，刪除《中國觀察》內容。

### 捏造文章争议
2023年2月，《中国日报》一篇刊登标题为「UK, China should focus on common interests」，称是由前英国财政大臣菲利普·哈蒙德撰写的假文章。在菲利普·哈蒙德出面表示该文并非他所写，而是将他早前在伦敦举办的一次演讲内容拼凑后冒充是他撰写。在发起投诉后，菲利普·哈蒙德称已收到《中国日报》编辑的个人道歉，而该文章也被刪除。

### 英语学习
有网友认为《中国日报》文章中式英语痕迹明显，行文不够“地道”，不适合用做英语学习材料。但也有观点认为这是因为其报道中含有大量中国特有、尚无准确对应的英文的事物所致，并非硬伤，反而通过学习这类新闻可以更好地用英语描述自己的生活和身边发生的事情。